# Green Carnation
Green Carnation é uma banda norueguesa de metal progressivo e art rock formada em 1990.

## História
A banda foi formada por Terje Vik Schei, que também foi baixista do Emperor e Carpathian Forest, onde também tocou guitarra. A banda lançou uma demo, Hallucinations of Despair, e logo entrou num hiato, com seus membros fundando a banda de black metal In the Woods... em 1991. Foi somente em 1998 que o Green Carnation voltou a ativa, dessa vez, para um período produtivo onde lançaram cinco discos de estúdio.
O primeiro álbum, Journey To The End Of The Night, foi gravado em 1999, sendo uma mistura de doom metal com progressive metal. Dois anos mais tarde a banda lançou Light Of Day, Day Of Darkness, um álbum com somente uma única faixa de uma hora, ao estilo de metal progressivo.
Em 2003 foi lançado Blessing in Disguise, que mistura elementos de metal progressivo, rock progressivo, gothic metal e hard rock.
A banda lançou o álbum seguinte em 2005, The Quiet Offspring, trazendo a banda para um lado mais comercial. No começo de 2006 foi lançado The Acoustic Verses.

## Integrantes

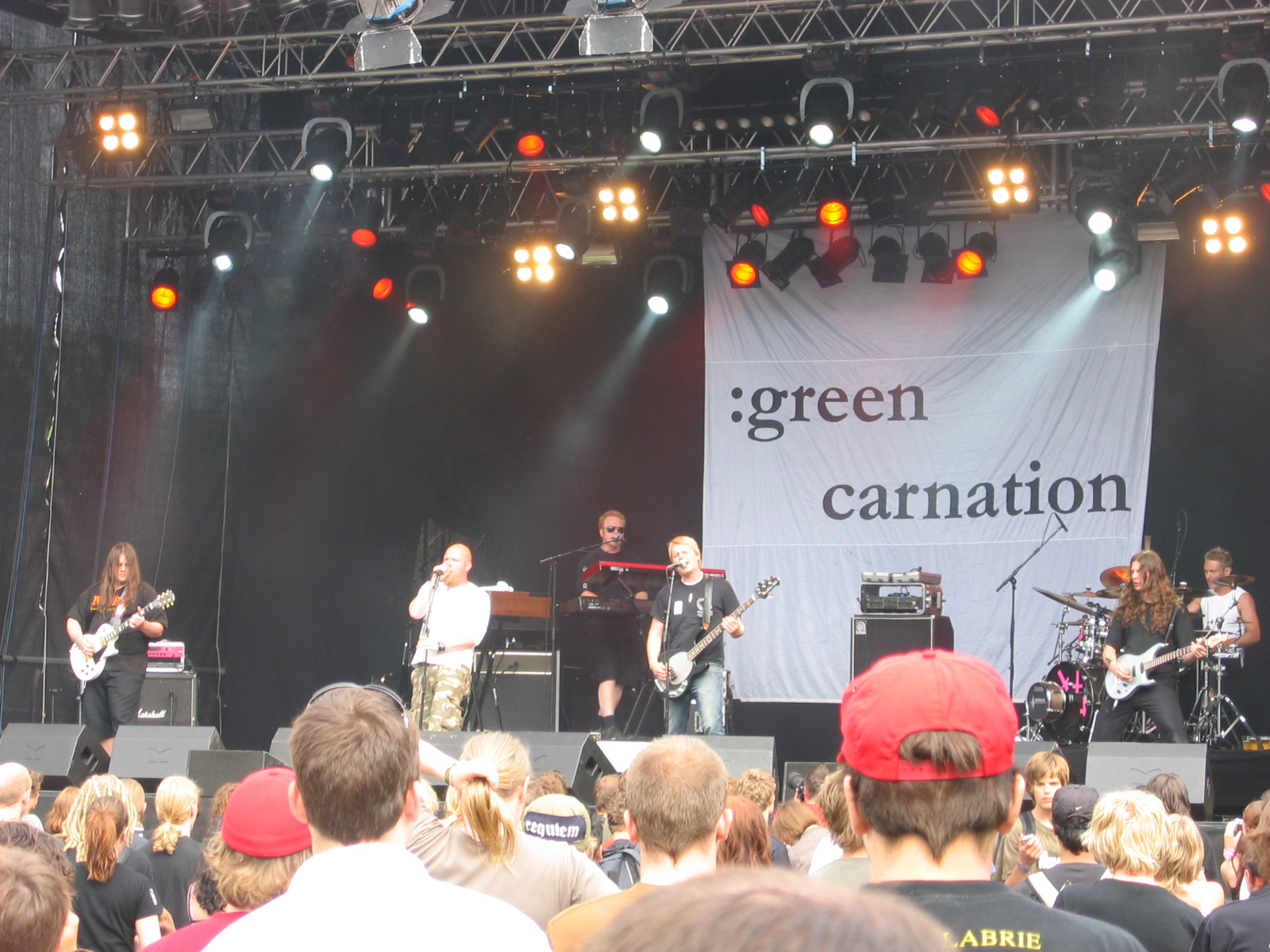
A banda em concerto, 2006

### Formação atual
- Terje Vik Schei - guitarra e letras (1990-1991, 1998-2007, 2014-presente)
- Stein Roger Sordal - baixo, vocal, guitarra e letras (2001-2007, 2014-presente)
- Kjetil Nordhus - vocal e letras (2001-2007, 2014-presente)
- Michael Krumins - guitarra (2004-2007, 2014-presente)
- Kenneth Silden - piano e teclado (2005-2007, 2014-presente)
- Tommy Jackson - bateria (2005-2007, 2014-presente)

### Ex-integrantes
- Christian X. Botteri - guitarra (1990-1991, 1998-2001)
- Christopher "C:M." Botteri - baixo (1990-1991, 1998-2001)
- Anders Kobro - bateria (1990-1991, 2001-2005)
- Alf Torre Rassmussen - bateria (1998-2001)
- Bjørn Harstad - guitarra (2001-2003, 2006)
- Bernt A. Moen - piano e teclado (2001-2004, 2005)

## Discografia
Álbuns de estúdio
- Journey To The End Of The Night (2000)
- Light of Day, Day of Darkness (2001)
- Blessing in Disguise (2003)
- The Quiet Offspring (2005)
- The Acoustic Verses (2006)

Outras gravações
- Hallucinations of Despair (demo, 1991)
- The Trilogy (Boxset, 2004)
- The Burden Is Mine...Alone (EP, 2005)

## Videografia
DVDs
- Alive and Well... in Krakow (janeiro de 2004)
- A Night Under the Dam (Gravado em Fevereiro de 2007 sob uma barragem nas montanhas da Noruega. Neste show ao vivo a banda toca o álbum The Acoustic Verses por inteiro)